# Andreas Fibiger
Johan Andreas Neergaard Fibiger, född 1868, död 1937, var en dansk präst.
Fibiger blev kyrkoherde i Eliaskyrkan i Köpenhamn 1908, en av ledarna för Indre Missions arbete, ledamot av flera religiösa och filantropiska föreningar. Fibiger hade en stor organisatorisk förmåga, som kom hans omfattande församlingsarbete till godo, och var en gärna hörd folklig predikant med en övervägande konservativ teologi. Flera av hans talrika predikosamlingar och uppbyggelseskrifter finns i svensk översättning.